# Distributed Acoustic Sensing (DAS)
Detecção Acústica Distribuída (DAS) é uma tecnologia que converte fibras ópticas em sensores acústicos distribuídos, permitindo a detecção de vibrações e eventos sonoros ao longo de grandes distâncias. Essa técnica tem aplicações em segurança, monitoramento de infraestrutura e estudos geofísicos.

## Princípio de Funcionamento
A tecnologia DAS opera enviando pulsos de luz ao longo de uma fibra óptica e analisando as variações na luz retroespalhada, causadas por mudanças no índice de refração induzidas por perturbações externas. O fenômeno físico explorado é o espalhamento de Rayleigh, que permite a detecção de eventos em tempo real com alta precisão.

## Aplicações
A Detecção Acústica Distribuída é utilizada em diversos setores, incluindo:
- **Segurança e Defesa** – Monitoramento de perímetros e detecção de movimentações não autorizadas.
- **Infraestrutura e Transporte** – Monitoramento de dutos, ferrovias e rodovias para identificar falhas estruturais ou anomalias operacionais.
- **Exploração de Recursos Naturais** – Monitoramento sísmico e detecção de vazamentos em sistemas de petróleo e gás.
- **Geociências** – Detecção de atividade sísmica, deslizamentos de terra e outros fenômenos naturais.

## Vantagens
- Monitoramento contínuo ao longo de grandes distâncias sem necessidade de múltiplos sensores discretos.
- Alta sensibilidade e capacidade de detecção de pequenas variações acústicas.
- Utilização de infraestruturas ópticas preexistentes, reduzindo custos adicionais de instalação.

## Desenvolvimento e Implementação
Pesquisas acadêmicas e desenvolvimentos industriais têm aprimorado significativamente a precisão e a eficiência da tecnologia DAS. A adoção de novos algoritmos de análise de dados e métodos avançados de aprendizado de máquina permitiu uma interpretação mais sofisticada dos sinais coletados.